# パワーアクティ
パワーアクティ(POWER ACTY)は、株式会社コンパイルがかつて開発・販売していたグループウェア。1998年3月3日発売。

## 概要
「ビジネスおもしろ化計画始動！」をキャッチフレーズに、ゲーム開発のノウハウをビジネスソフトに生かすというコンセプトを持つ。インターフェースのデザインにゲームのデザインを持ち込んだり、ヘルプに『ぷよぷよ』のキャラクターを登場させるなど、遊び心を取り入れたものになっていた。
羽田空港のガレリアを借り切った販促イベント（1998年1月15日から一週間開催）や東京モノレール羽田空港線の広告ジャック（1998年1月中実施）、川島なお美と中尾彬を起用したCMなどで話題を呼んだ。
しかし若年層をメインとした同社のユーザにグループウェアの需要は薄く、加えて一般的なビジネスソフトの購買層にはゲームメーカー製ソフトウェアが受け入れられず、失敗に終わった。また前述の宣伝費やソフトの開発費が経営を圧迫し、発売から約二週間後に和議を申請する一因となった。
同年12月下旬にはバージョン1.11にアップグレード、翌1999年5月31日にバージョン1.20にアップグレード。World Pc Expo 99にも出展されたが、2002年6月12日に販売終了が発表された。
当初はモバイル向けライトバージョンの発売も予定されていた。また本製品の他に、イントラネット構築や予約管理など、「POWER」を冠した多くのビジネスソフトが計画されていたとされる。
和議申請時、コンパイルの広報担当者は売れる気配があったとしつつも、「爆発的に売れるゲームとは異なり、ビジネスソフトは少しずつ売れていくものだという認識がなかった」と話していた。またコンパイル代表取締役社長であった仁井谷正充は、後に敗因として「ビジネスソフトを売るためのルートを作っていなかったこと」と「インターネットに対応していなかったこと」を挙げている（ただし30日間有効の体験版は無償ダウンロード配信を行っていた）。

## 機能
メッセージ
リアルタイムにメッセージを送信できる。○×や選択肢でも返答ができる。電子メールにメッセージを転送できる機能もあった。
アクティビティ
Todoリスト。
スケジューラ
グラフタイプの予定表。予定と実績をそれぞれ入力・表示できる。上限100人。
ヘルプ
同社のゲームソフト『ぷよぷよ』に登場する、カーバンクル、ルルー、サタンの他、オリジナルのキャラクター3名から選べる。
スケジューラとメッセージ機能は自社で行っていたゲームイベントで使用するために開発していた「イベントシステム」がベースとなっている。

### Ver1.11の改修内容
- スケジューラの管理上限を500人に拡張
- スケジューラを共有スケジュールと個人スケジュールに分割
- Ver1.00から10倍の高速化
- 付箋紙機能や印刷機能などの追加

### Ver1.20の改修内容
- スケジューラの一ヶ月表示・一週間表示
- 多数決集計
- 帳票印刷機能
- CSVファイルのインポート・エクスポート対応
- Ver1.00から11.2倍の高速化
- セキュリティーの強化